# Abenbury
Abenbury är en community i Storbritannien.   Den ligger i kommunen Wrexham och riksdelen Wales, i den södra delen av landet, 250 km nordväst om huvudstaden London.
Största samhället i Abenbury är  Pentre Maelor. Industriområdet Wrexham Industrial Estate och ett fängelse tar upp en stor del av communityns yta.